# Ester Andujar
Ester Andujar (Valencia, 1976) is een Spaanse jazzzangeres die bekend is onder de jongere generatie Spaanse jazzmusici.

## Biografie
Ze begon professioneel te zingen in 1996 en ontving vervolgens de Valencian Jazz Awards 'Promusics' als beste vocaliste in 2001 en 2002. Ze toerde in Latijns-Amerika en Branford Marsalis nodigde haar uit om te zingen tijdens zijn tournee door Spanje. Haar meest recente cd is Celebrating Cole Porter (2006).